# Petromyscus monticularis
Petromyscus monticularis é uma espécie de roedor da família Nesomyidae.
Pode ser encontrada no noroeste da África do Sul e no sul da Namíbia.